# Shang shang a lang
 (février 2021).
Si vous disposez d'ouvrages ou d'articles de référence ou si vous connaissez des sites web de qualité traitant du thème abordé ici, merci de compléter l'article en donnant les références utiles à sa vérifiabilité et en les liant à la section « Notes et références ».
Albums de Sylvie Vartan
Je chante pour Swanee
(1974) Les chemins de ma vie - Show Sylvie Vartan
(1974 - 1975)
Shang shang a lang est le treizième album de Sylvie Vartan. Réalisé par Jean Renard, il sort en 1974.

## Autour de l'album
- L'album parait également, la même année, sur le double album Les chemins de ma vie, qui compile Shang shang a lang et Show Sylvie Vartan.
- La chanson Da dou ron ron  est la reprise du succès de 1963 par Johnny Hallyday.
- En 1974, sur l'album Rock'n'Slow, Johnny Hallyday enregistre sa propre version de Rock'n'roll man.

## Les titres
| No  | Titre                                              | Auteur                                                           | Durée |
| --- | -------------------------------------------------- | ---------------------------------------------------------------- | ----- |
| 1.  | Les chemins de ma vie (If you love me let me know) | John Rostill adaptation : Michel Mallory                         | 3:15  |
| 2.  | Da dou ron ron                                     | E. Greenwich - J. Barry - Phil Spector adaptation : Georges Aber | 2:47  |
| 3.  | Toi mon aventure                                   | Eddie Vartan - Michel Mallory                                    | 2:42  |
| 4.  | Encore un jour une nuit                            | Tommy Brown - Michel Mallory                                     | 2:43  |
| 5.  | Le train sans retour (Train of thought)            | Alan O'Day adaptation : Michel Mallory                           | 2:40  |
| 6.  | Reste encore                                       | Guy Bonnet - Pierre André Dousset                                | 2:50  |
| 7.  | Shang Shang A Lang                                 | Peter Shelley - Marty Wilde adaptation Gilles Thibaut            | 2:35  |
| 8.  | Rock'n'roll man (en anglais)                       | Tommy Brown - Michel Mallory                                     | 4:15  |
| 9.  | Entre tes mains                                    | Jean Renard - Michel Mallory                                     | 3:05  |
| 10. | Je te cherche (Rocket man)                         | Elton John - B. Taupin adaptation : Michel Mallory               | 4:10  |
| 11. | Une nuit d'amour                                   | Pierre Porte - Pierre André Dousset                              | 3:06  |
| 12. | Laisse faire laisse dire                           | Tommy Brown - Michel Mallory                                     | 3:20  |

## Musiciens
Arrangements et direction musicales :
- Jean-Pierre Dorsay : 1 ;
- Gabriel Yared : 3-8 ;
- Raymond Donnez : 2-4-6-9-12 ;
- Yvan Julien : 5-7-10 ;
- Pierre Porte : 11 ;
- Choriste basse sur The shang a lang song : Jean Stout.